# Потору
Пото́ру (Potorous) — рід родини Поторових (Potoroidae), належать до сумчастих ссавців. Слово «потору» походить з мови австралійських аборигенів.

## Опис
Морфометрія. Довжина голови й тіла: 243—415 мм, довжина хвоста: 198—325 мм, вага: 660—2200 грам.
Зовнішність. Волосяний покрив, принаймні Potorous tridactylus, прямий і м'який. Верхні частини тіла сіруваті або коричневі, а низ тіла сіруватий або білуватий. Хвіст P. tridactylus часто закінчується білими. Писочок продовгувастий у P. tridactylus і скорочений у Potorous platyops. Самиці мають чотири молочні залози, розташовані в добре розвинених мішечках, які відкриваються вперед. Задні стопи Potorous коротші, ніж голова.

## Спосіб життя
Вони ведуть нічний спосіб життя, але іноді можуть встати рано-вранці, щоб погрітися на сонці. Протягом дня відпочивають у дрібних «намостах», зазвичай викопаних біля основи купини або під щільним чагарником, і не будують складні гнізда. Домашній діапазон P. tridactylus відносно великий, можливо тому, що гриби є головним джерелом їжі. Одне з досліджень в Тасманії показало, що гриби мають істотне значення з травня по грудень і становлять понад 70 відсотків продовольства в травні і червні. P. tridactylus також залежить від комах більше, ніж більшість поторових, особливо влітку. Крім того, до раціону входять трава, коріння та інша рослинність.
Домашній діапазон P. tridactylus у штаті Вікторія становить у середньому для самців 2 га, для самиць 1,5 га, але для Potorous longipes може перевищувати 10 га. Діапазони самців можуть перекриватися діапазонами декількох самиць, але діапазони самиць часто ексклюзивні. Спостереження над P. tridactylus показують, що самці територіальні, і вони захищають невелику частину їхнього домашнього діапазону, але як правило, уникають конфліктів у природних умовах. Вони можуть перебувати в неволі разом з іншими самцями й кількома самицями, але коли самиця в еструсі, самці будуть запекло битися, поки один не запанує.

## Життєвий цикл
Потору є поліеструсні, з еструсним циклом приблизно 42 днів, і, мабуть, не мають чітко визначеного сезону розмноження. У Тасманії P. tridactylus дає потомство впродовж більшої частини року, з піком з липня (зима) по січень (літо). Кожна самиця здатна розмножуватися двічі на рік. Вагітність без затримки триває 38 днів, і нормальний розмір виводку — один. Новонароджені мають 14.7-16.1 мм довжини, у змозі відірватися від соска на 55 день і залишають сумку приблизно на 130 день. Самиці здатні розмножуватися в однорічному віці. Відтворення P. longipes схоже, але життя в сумці триває 140—150 днів, а статева зрілість може бути недосягнута до дворічного віку. У дикій природі один екземпляр P. tridactylus, як відомо, жив не менше 7 років і 4 місяці, а в неволі можуть жити принаймні 12 років.

## Поширення
Представники роду проживають на прибережних територія Австралії, на о. Тасманія і на маленьких островах поблизу Австралії. Потору населяють щільно вкриті травою рівнини чи низькі густі чагарники, особливо в сирих місцях.

## Систематика
Рід Потору (Potorous)
- Вид Potorous gilbertii
- Вид Potorous longipes
- Вид †Potorous platyops
- Вид Potorous tridactylus
  - Підвид Potorous tridactylus tridactylus
  - Підвид Potorous tridactylus apicalis